# Frankrikes herrlandslag i vattenpolo
Frankrikes herrlandslag i vattenpolo (franska: Équipe de France de water-polo masculin) representerar Frankrike i vattenpolo på herrsidan. Laget blev olympiska mästare 1924.

### Fotnoter
1. ↑  Todor Krastev (19 mars 1924). ”Men Water Polo Olympic Games 1924 Paris (FRA) - Winner France” (på engelska). Sport Statistics. Arkiverad från originalet den 27 juni 2015. https://web.archive.org/web/20150627051025/http://todor66.com/Water_Polo/Olympic/Men_1924.html. Läst 27 juni 2015.